# Ce noapte, băieți!
Ce noapte, băieți! (titlul original: în italiană Che notte, ragazzi!) este un film de comedie hispano-italian, realizat în 1966 de regizorul Giorgio Capitani, protagoniști fiind actorii Philippe Leroy, Marisa Mell, Alberto Lionello și Conrado San Martín.

## Rezumat
Avocatul Tony Green trebuie să emită un cec de două milioane de dolari drept despăgubire văduvei unui om de afaceri bogat care a murit în urma unei explozii în avion la scurt timp după decolare. Tony trebuie să o contacteze pe văduva, aflată în prezent în străinătate, și profită de ocazie pleacă cu Monica de care are nevoie să ascundă cecul de asigurare la ea în geantă. Odată ce încasează cecul, îl schimbă din greșeală fără să-și dea seama cu un cec de douăzeci de dolari și îl dă văduvei. Dar în jurul acestui control are loc o serie de crime: văduva, cel de-al doilea soț al ei și autorul atacului asupra avionului.

## Distribuție
- Philippe Leroy – Tony Green
- Marisa Mell – Monica
- Alberto Lionello – căpitanul Rodríguez
- Conrado San Martín – Teodoro Humbert
- Pepe Calvo – taximetristul / Sebastian De Cuevas
- Franco Fabrizi – Luis De Mendoza
- Nieves Navarro – Consuelo
- Loris Bazzocchi – majiordomul
- Gianni Bonagura – directorul de hotel